# 梅甘·瓜尔尼尔
梅甘·瓜尔尼尔（英語：Megan Guarnier，1985年5月4日—），美国女子自行车运动员，2015年世界公路自行车锦标赛女子公路赛铜牌得主、2017年世界公路自行车锦标赛女子团体计时赛银牌得主。